# Selemam
Selemam is een bestuurslaag in het regentschap Natuna van de provincie Riau-archipel, Indonesië. Selemam telt 312 inwoners (volkstelling 2010).